# Rosoy (Oise)
Rosoy é uma comuna francesa na região administrativa de Altos da França, no departamento de Oise. Estende-se por uma área de 4,95 km². Em 2010 a comuna tinha 646 habitantes (densidade: 130,5 hab./km²).